# Нірод Федір Федорович
Федір Федорович Нірод (31 березня (13 квітня) 1907, Санкт-Петербург — 6 вересня 1996) — український театральний художник шведського походження. Головний художник Київського театру опери і балету.
Народний художник СРСР (з 1965 року).

## Життєпис
Народився 31 березня (13 квітня) 1907 року у Санкт-Петербурзі. В 1926—1930 роках навчався в Київському художньому інституті.
З 1961 по 1989 рік — головний художник Київського театру опери і балету.
Театральні критики відмічають:
| Федір Нірод — аристократ по крові і духу, коріння чийого благородного генеалогічного древа сягає глибини століть, а гілки сплітають славні шведські й українські корені, зі своїм тонким відчуттям художника зумів відшукати таку грань, якої не було в жодній із незліченних постановок шекспірівської трагедії. «Це принципове рішення прийшло до мене завдяки тому, що я хоч лише й одну мить, але побував у Вероні, у дворі Капулетті, під балконом Джульєтти». Сталося це задовго та безвідносно до постановки, але незгасні враження допомогли створити той шедевр сценографії, яким глядачі насолоджуються й понині. Пам’ятаючи похмурий двір середньовічного замка, схожий на колодязь, і відчувши всю жорстокість епохи феодалізму, Федір Федорович у процесі роботи над ескізами й макетами рішуче відмовився від пишноти, властивої розквіту італійського Ренесансу, справедливо помітивши у трагедії Шекспіра лише його перші паростки, пущені юними закоханими, які кинули виклик жорстоким законам середньовіччя. Декорації Нірода як ніщо інше засвідчують факт, що, дійсно, «нет повести печальнее на свете...» |
Помер 1996 року, похований у Києві на некрополі Видубицького монастиря.

## Творчість
Для Нірода характерне тяжіння до героїко-драматичним тем і об'ємно-мальовниче рішення сценічного простору.

### Вистави
- «Уріель Акоста» Гуцкова (1938, Український драматичний театр імені М. Заньковецької, Запоріжжя);
- «Свіччине весілля» Кочерги (1959, Український драматичний театр ім. І. Франка, Київ);

### Опери
- «Севільський цирульник» Джоаккіно Россіні (1945);
- «Арсенал» Гергія Майбороди (1960);
- «Абесалом і Етері» Захарія Паліашвілі (1972);

### Балети
- «Спартак» Хачатуряна (1964) в Українському театрі опери та балету ім. Шевченка (Київ);
- «Ромео і Джульєтта» Прокоф'єва в Українському театрі опери та балету ім. Шевченка (Київ).